# Oscar Macías
Artikeln följer den spanska namnseden; faderns efternamn är Macías och moderns efternamn Hernández.
Oscar Macías Hernández, född den 1 februari 1969 i Güira de Melena, är en kubansk före detta basebollspelare som tog silver för Kuba vid olympiska sommarspelen 2000 i Sydney.